# Castillo de Ambra
El castillo de Ambra está situado en el término municipal de Pego en la provincia de Alicante. Se trata de un castillo árabe construido a principios del siglo XIII que se sitúa sobre una cresta rocosa de la montaña de Ambra, en la sierra de Migdia, desde la que se domina el marjal de Pego, el cual tenía como función que servir como lugar habitado y refugio de las comunidades rurales.
Desde este castillo se controlaba el acceso al valle de Ebo.

## Descripción
Se trata de un conjunto de gran extensión ocupando la cima y parte de la ladera sur que dispone de un doble recinto amurallado, diseñado para albergar a la población, en lo que podemos considerar un poblado fortificado.
El primer recinto cuenta con una barbacana o antemural de tramos rectos flanqueada por torres de planta cuadrada, que refuerzan el recinto amurallado interior, realizadas con tapial sobre mampostería.
El acceso al recinto superior se encuentra situado en la ladera orientada a levante y consta de tres puertas sucesivas.
En el interior del recinto aparece un aljibe de planta rectangular también realizado con tapial.